# ساندرو لومباردي
ساندرو لومباردي (12 يوليو 1986 بسويسرا - ) هو لاعب كرة قدم سويسري في مركز الوسط. لعب مع نادي برو باتاريا ونادي غراسهوبر زيوريخ ونادي فينترتور ونادي لوغانو ونادي ويل.

## وصلات خارجية
- ساندرو لومباردي على موقع قاعدة بيانات كرة القدم.إي يو (الإنجليزية)
- ساندرو لومباردي على موقع Soccerway.com (الإنجليزية)
- ساندرو لومباردي على موقع عالم كرة القدم.نت (الإنجليزية)